# Rzeczywisty państwowy radca sprawiedliwości

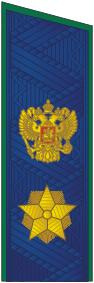
Naramiennik rzeczywistego państwowego radcy sprawiedliwości

Rzeczywisty państwowy radca sprawiedliwości (ros. действительный государственный советник юстиции) – najwyższa ranga w organach prokuratury Związku Socjalistycznych Republik Radzieckich (w latach 1943–1991) i prokuratury Federacji Rosyjskiej (od 1991 roku), odpowiadająca stopniowi wojskowemu generała armii.
Mundur rzeczywistego państwowego radcy sprawiedliwości w organach prokuratury Federacji Rosyjskiej posiada naramienniki z herbem Rosji o średnicy 30 mm i wyhaftowaną złotą pięcioramienną gwiazdą o średnicy 30 mm.
Posiadaczem rangi rzeczywistego państwowego radcy sprawiedliwości jest m.in. Prokurator Generalny Federacji Rosyjskiej Jurij Czajka. W okresie istnienia ZSRR rangę tę nadano m.in. Romanowi Rudience.